# Madonna col Bambino e i santi Paolino, Lucia, Filippo Neri, Antonio Abate, Antonio da Padova ed Elisabetta d'Ungheria
Madonna col Bambino e i Santi Paolino, Lucia, Filippo Neri, Antonio Abate, Antonio da Padova e Elisabetta d'Ungheria è un dipinto eseguito da Giovanni Marracci, attualmente a Pescaglia nella chiesa della Madonna del Carmine.

## Descrizione
Protagonisti di questa tela risultano essere i Santi Filippo Neri e Antonio Abate che compaiano infatti in primo piano. Come descritto da Umberto Palagi, San Filippo indossa una pineta di broccato bianco, colore liturgico dei santi confessori, mentre Sant'Antonio Abate si sorregge sul bastone proprio per richiamare le ragioni della sua scelta fatta per amore e in forza di Gesù. In mano detiene un cuore in fiamme, simbolo dell'amore di Dio, anche se nella tradizione popolare si allude al terribile fuoco di Sant'Antonio (herpes zoster) per cui il Santo viene invocato contro le malattie contagiose.
Il dipinto è stato commissionato da Paolino Galgani di Piazzanello nel 1665. Il pagamento risale da parte del parroco fra il 1687 e il 1689, poiché in quel periodo dovette sostenere le spese per ospitare il Maestro Lorenzo Pellegrini per la costruzione dell'organo della Chiesa. 
Nel libro dell'amministrazione conservato nell'archivio parrocchiale di Pescaglia, sono segnalate le tre rate di pagamento per il Marracci e il suo garzone.
Probabilmente Giovanni Marracci fu incaricato di eseguire la tela, grazie a rapporti precedentemente acquisiti dal parroco con i suoi due fratelli; infatti nel 1671 Antonio aveva ricevuto l'investitura di Santa Croce nella parrocchiale di San Pietro e Lodovico, nel 1682 aveva donato al rettore di Pescaglia le reliquie di San Candido e tre anni dopo partecipò all'inaugurazione dell'organo.